# Pityohyphantes rubrofasciatus
Pityohyphantes rubrofasciatus là một loài nhện trong họ Linyphiidae.
Loài này thuộc chi Pityohyphantes. Pityohyphantes rubrofasciatus được Eugen von Keyserling miêu tả năm 1886.